# Intimate and Live (DVD)
Intimate and Live là đĩa DVD của tour lưu diễn của Kylie Minogue, Intimate and Live Tour. DVD này được quay tại Capitol Theatre, Sydney, Úc vào ngày 1 tháng 7 năm 1998 nhưng được phát hành vào ngày 23 tháng 7 năm 2002.

## Danh sách video
1. "Too Far"
2. "What Do I Have to Do?"
3. "Some Kind of Bliss"
4. "Put Yourself in My Place"
5. "Breathe"
6. "Take Me with You"
7. "I Should Be So Lucky"
8. "Dancing Queen"
9. "Dangerous Game"
10. "Cowboy Style"
11. "Step Back in Time"
12. "Say Hey"
13. "Free"
14. "Drunk"
15. "Did It Again"
16. "Limbo"
17. "Shocked"
18. "Confide in Me"
19. "Locomotion"
20. "Should I Stay or Should I Go"
21. "Better the Devil You Know"